# Садко (картина Репина)
«Садко» — картина русского художника Ильи Ефимовича Репина, написанная в 1876 году в Париже по заказу великого князя Александра (будущего императора Александра III).

## История создания
В 1872 году за программную работу «Воскрешение дочери Иаира» Репин получил Большую золотую медаль и право на 6-летнее обучение в Италии и Франции, где завершил художественное образование. С 1873 года Репин путешествовал за границей в качестве пенсионера Академии.

В Париже в 1874 году Репин посетил первую выставку импрессионистов. Он не понял и не принял нового направления в живописи и назвал выставку интересной с точки зрения техники, но решительно пустой по смыслу. «Садко» стал завуалированной реакцией на творчество французских импрессионистов. Художник писал критику В. В. Стасову: 
Сообщаю Вам, под глубочайшим секретом, тему будущей моей картины: Садко богатый гость на дне морском; водяной царь показывает ему невест. Картина самая фантастичная, от архитектуры до растений и свиты царя.

Репин написал картину на сюжет новгородской былины о Садко. Художник изобразил момент, когда Садко по приказу морского царя выбирает себе в жёны одну из морских девиц, представленных в виде заморских красавиц. По мысли Репина, они олицетворяют разные страны и народы, но Садко выбирает в жёны стоящую в глубине русскую девицу Чернаву. Сам художник писал: 
Идея выражает моё настоящее положение и, может быть, положение всего русского пока ещё искусства.
Постепенно интерес Репина к фантастическому сюжету, навеянному кружащими голову парижскими впечатлениями, начал угасать. Новый импульс работе придал официальный заказ на картину от наследника российского престола, будущего царя Александра III  (получить его помог А.П. Боголюбов). 
Прототипом Садко стал В. М. Васнецов, которого Репин пригласил в Париж познакомиться с художественной жизнью Франции. Стремясь к предельной достоверности, он изучал атласы морского мира, делал зарисовки морской флоры и фауны в Нормандии, совершил поездку в Берлин, где посетил морской аквариум, осматривал Хрустальный дворец в Лондоне. При изображении свиты морского царя художнику помогли впечатления от пышной зрелищности европейских салонов.
Репин выставил «Садко» в Парижском салоне 1876 года, но картина успеха не имела, зато стала известной в России. Она была куплена великим князем Александром, будущим императором Александром III. В том же году Илья Репин получил за неё звание академика.

## Галерея

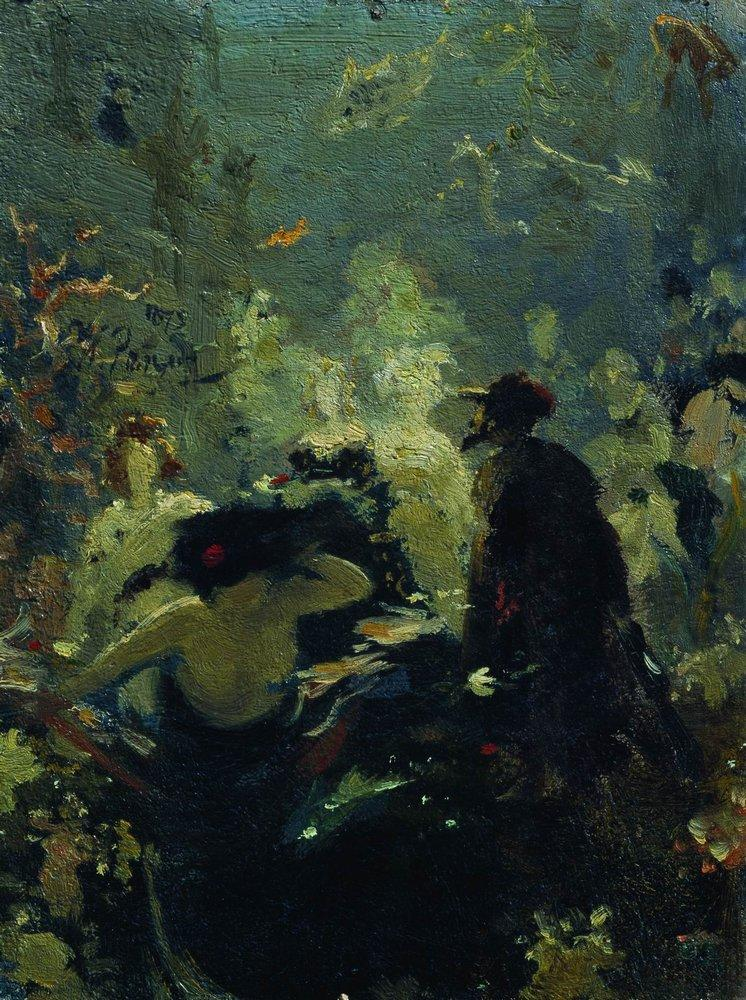
Садко в подводном царстве. Эскиз к одноимённой картине. Картон, масло. 22,5×17 см. ГТГ, Москва.
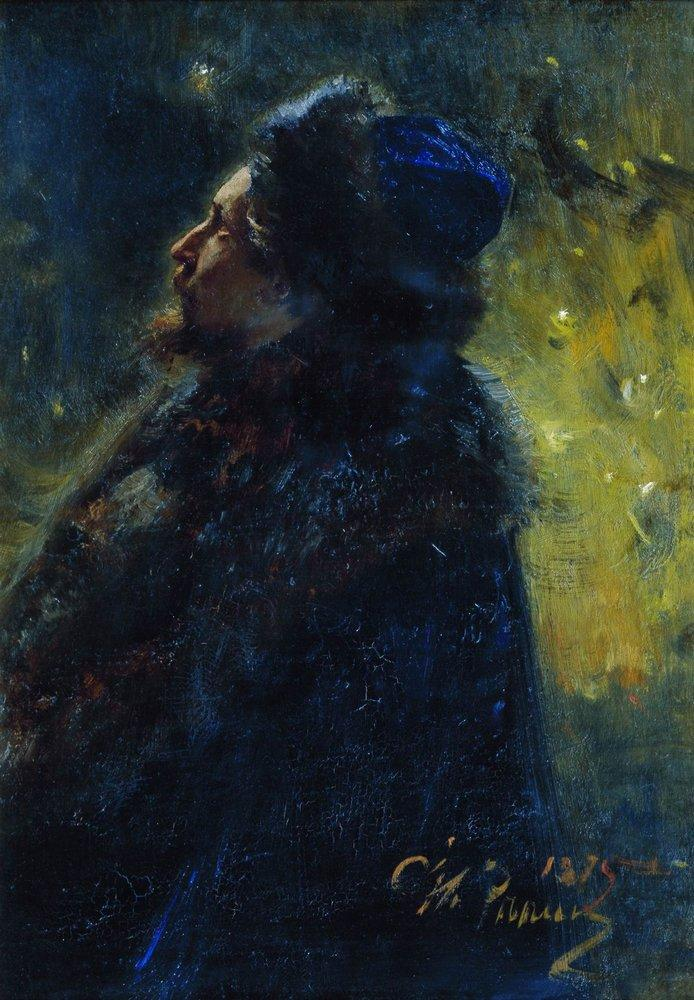
Портрет художника Виктора Михайловича Васнецова. Этюд к картине Садко. Холст, масло. 73,5×64 см. ГТГ, Москва.
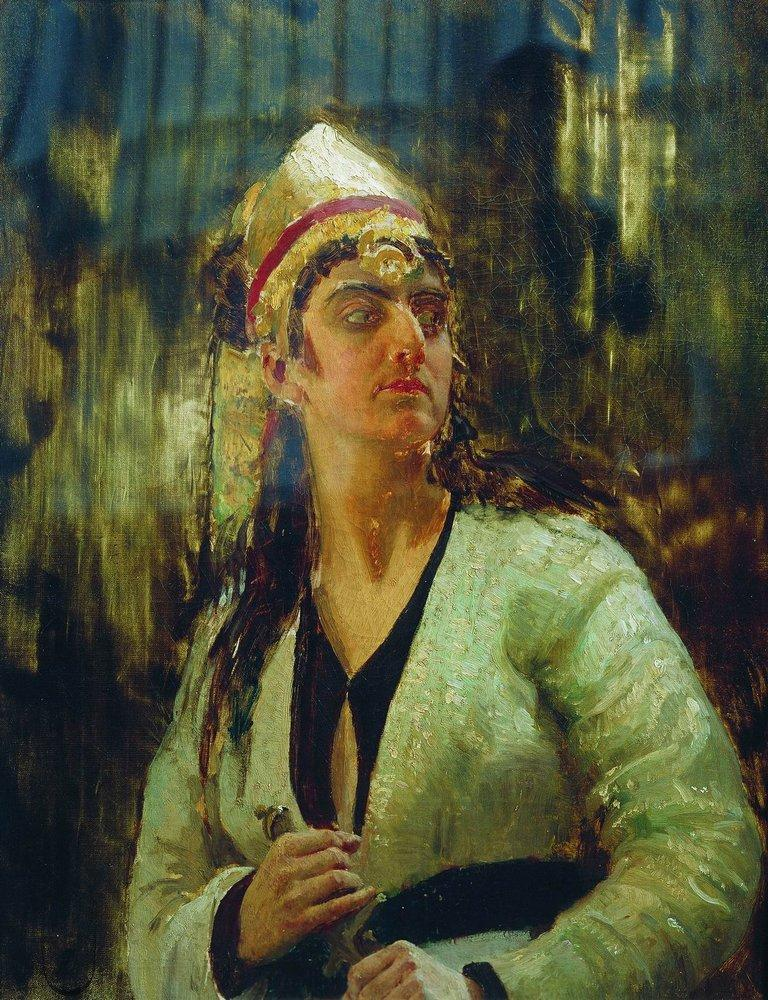
Женщина с кинжалом. Этюд к картине Садко. Холст, масло. 81×64,7 см. Тульский областной художественный музей.
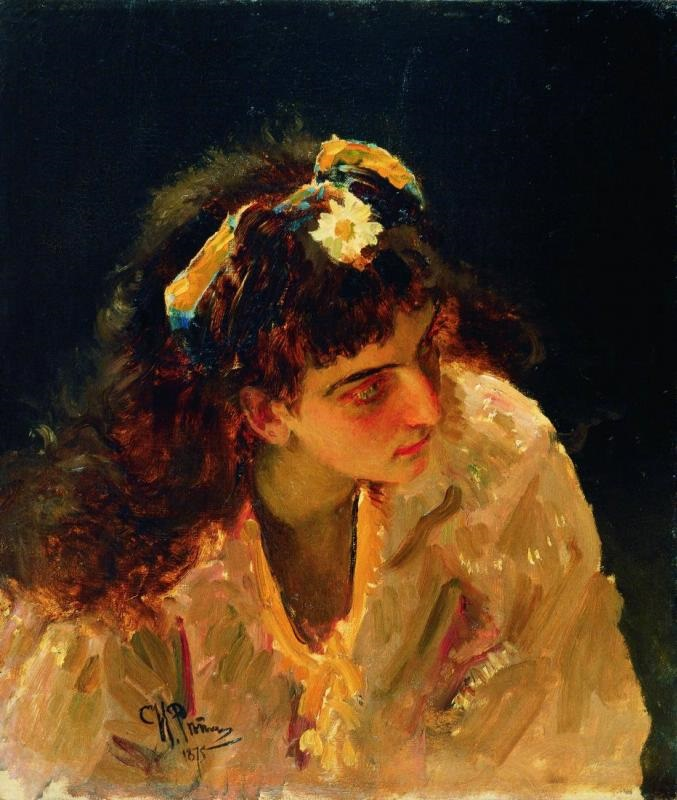
Голова индийской красавицы. Этюд к картине Садко. Холст, масло. 54×46 см. Музей-заповедник Поленово.